# 瓦尔泽亚布兰卡
瓦尔泽亚布兰卡（葡萄牙語：Várzea Branca）是巴西皮奥伊州的一个市镇。总面积435.182平方公里，总人口5123人，人口密度11.8人/平方公里。